# Alois Schmiedbauer

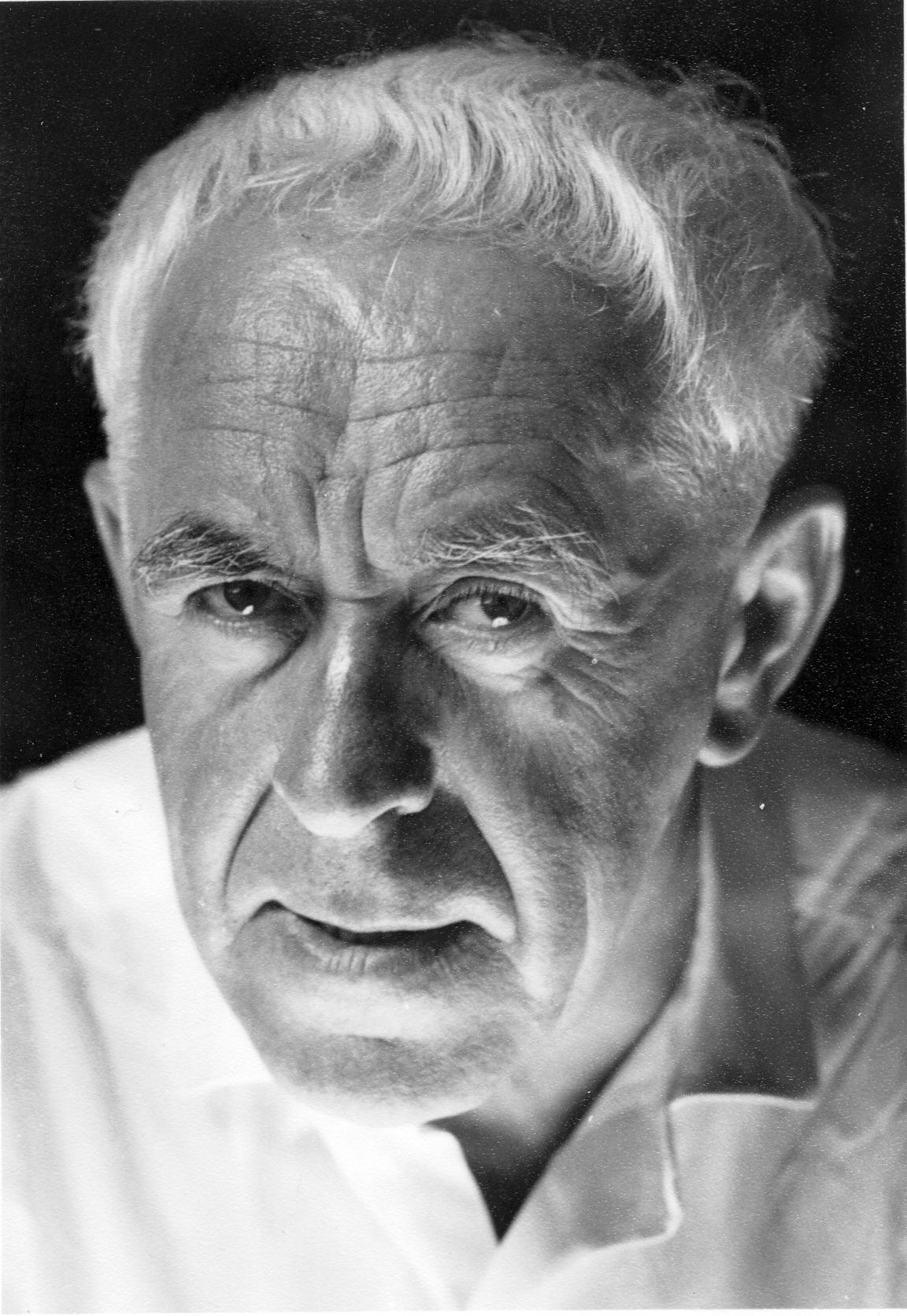
Alois Schmiedbauer 1972

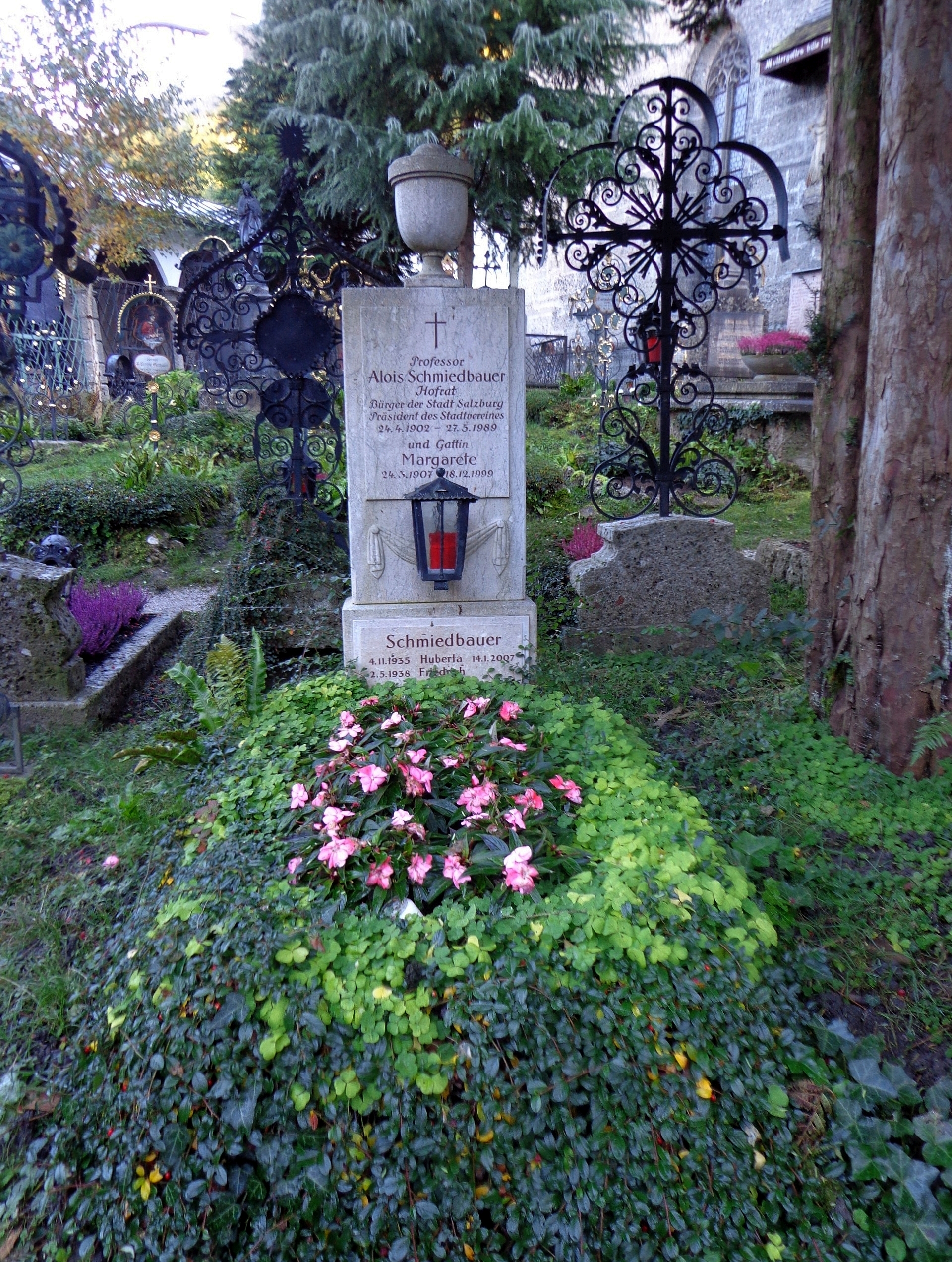
Petersfriedhof Salzburg, Grab von Alois Schmiedbauer

Aloisius Anton Schmiedbauer (* 24. April 1902 in Mattsee; † 27. Mai 1989 in Salzburg) war ein österreichischer Kunsterzieher, Fotograf, Maler und Restaurator.

## Leben
Aus einer bäuerlichen Familie aus Seeham stammend, absolvierte er in der Zwischenkriegszeit die Lehrerausbildung. Im Anschluss war er als Lehrer für Mathematik, sowie Zeichnen und Malen, Professor für Bildnerische Kunsterziehung, Landesschulrat-Fachinspektor, Fotograf, langjähriger Präsident des Salzburger Stadtvereins, sowie als Maler und Restaurator tätig. Sein Name ist mit zahlreichen Büchern und Bildbänden verbunden, wie Werke und Stätten weltlicher Kunst in Österreich und Meisterwerke kirchlicher Kunst. In mehreren Auflagen erschienen seine Bildbände zum Gestalt und Antlitz der Stadt Salzburg.
Er heiratet am 10. August 1933 in Dürnstein die aus Krems stammende Margarete Layr.
Alois Schmiedbauer ist begraben auf dem Petersfriedhof Salzburg. In der Stadt Salzburg wurde 1992 eine Straße nach ihm benannt.

## Bücher
- Veste Hohensalzburg, Bildband, Geschichte von 1077 bis ins 20. Jhdt., von Richard Schlegel mit Lichtbildern von Alois Schmiedbauer, Otto Müller Verlag Salzburg, 224 Seiten, 1952[3]
- Schönes Altes Salzburg, Salzburger Verlag für Wirtschaft und Kultur, 48 Seiten, 1953[4]
- Volksmärchen aus Österreich, Oberösterreichischer Landesverlag, Franz Braumann, Zeichnungen von Alois Schmiedbauer, 1953,[5]
- Meisterwerke kirchlicher Kunst in Österreich, Tyrolia-Verlag Innsbruck-Wien-München, 359 Seiten, 1960[6]
- Werke und Stätten weltlicher Kunst in Österreich, Tyrolia-Verlag Innsbruck-Wien-München, 437 Seiten, 1965[7]
- Salzburg, Gestalt und Antlitz, Salzburger Verlag für  Wirtschaft und Kultur, 286 Seiten, 1950 (1. Auflage), Fotos in schwarz-weiß[8]
- Salzburg, Gestalt und Antlitz, Verlag der Salzburger Nachrichten, 288 Seiten, 1971, Fotos in Farbe[9]
- Salzburg, Gestalt und Antlitz, Verlag das Bergland-Buch, 228 Seiten, 1982 (letzte Auflage), deutsch-englisch-französisch, Fotos in Farbe[10]
- Salzburger Zwerge, Schriftenreihe des Stadtvereins, 1972, Erwin Gimmelsberger, Fotos von Alois Schmiedbauer[11]
- Mattsee 777-1977, Festschrift zur 1200 Jahr-Feier des Stift Mattsee, 128 Seiten, 1977, Herausgeber: Kollegialstift Mattsee, Fotos von Alois Schmiedbauer[12]
- Festschrift St. Peter zu Salzburg 582 - 1982, Verlag St. Peter 1982, Herausgeber: Erzabtei Sankt Peter, Salzburg; Angermüller, Rudolph, Fotos von Alois Schmiedbauer[13]

Der fotografische Nachlass von Alois Schmiedbauer steht heute im Besitz des Landesarchivs Salzburg.